# Mad Not Mad
Mad Not Mad è il sesto album discografico in studio del gruppo musicale ska/pop britannico dei Madness, pubblicato nel 1985. Si tratta del primo disco realizzato senza Mike Barson.

## Tracce
1. I'll Compete (Daniel Woodgate, Lee Thompson) - 3:21
2. Yesterday's Men (Chris Foreman, Graham McPherson) - 4:37
3. Uncle Sam (Foreman, Thompson) - 4:16
4. White Heat (Smyth, McPherson) - 3:47
5. Mad Not Mad (Smyth, McPherson) - 4:10
6. Sweetest Girl (Green Gartside) - 5:47
7. Burning the Boats (Foreman, McPherson) - 4:31
8. Tears You Can't Hide (Smyth) - 3:08
9. Time (Smyth) - 4:18
10. Coldest Day (Foreman, Clive Langer, McPherson) - 4:24

## Formazione
- Graham McPherson (Suggs) – voce
- Chris Foreman – chitarra
- Mark Bedford (Bedders) – basso
- Lee Thompson – sassofono
- Daniel Woodgate (Woody) - batteria
- Cathal Smyth (Chas Smash) – tromba, voce
- Steve Nieve - tastiere